# Barypenthus concolor
Barypenthus concolor is een schietmot uit de familie Odontoceridae. De soort komt voor in het Neotropisch gebied.